# Alsósztamora
Alsósztamora, 1904-ig Németsztamora (románul: Stamora Germană, németül: Deutschstamora) falu Romániában, a Bánságban, Temes megyében.

## Nevének eredete
Neve szláv eredetű. 1808-ban még Tót-Sztamora néven említették, nevének előtagja a szlovákok el- és a németek beköltözésével változott meg.

## Fekvése
Temesvártól 57 kilométerre délre, a szerb határon fekvő sakktábla alaprajzú település.

## Népesség

### Etnikai és vallási megoszlás
- 1880-ban 1305 lakosából 1229 volt német anyanyelvű és 1286 római katolikus vallású.
- 2002-ben 892 lakosából 731 volt román, 62 cigány, 56 magyar, 23 német és 14 szerb nemzetiségű; 758 ortodox és 128 római katolikus vallású.

## Története
A Malenicza család telepítette 1789-ben Temes vármegyében, lutheránus szlovák lakossággal. Malenicza Péter helyben telepedett le és 1802-ben kb. hétszáz római katolikus német telepest költöztetett be Zichyfalváról, Moravicáról, Szakálházáról, Lovrinból, Bogárosról, Grabácról, Vértesacsáról, Vértesboglárról, Vérteskozmáról és más falvakból. A szlovákokat Malenicza elkergette a faluból, ezután Szemlakra, Buttyinba, Klopódiára és Nagylakra költöztek. Az általuk épített imaház és iskola miatt beperelték az új telepeseket, és a bíróság végül kifizettette ezek értékét a németekkel. 1811-ben alapították római katolikus plébániáját. 1853-tól postaállomás működött itt, a Temesvár és Pancsova közötti út mellett. Jelentősége megnőtt a vasút 1858-as kiépítése után, ugyanis Moravicával közös vasútállomása volt Detta és Versec között az egyetlen, amelyet árufelrakodásra is alkalmassá tettek. 1886-ban hengermalom épült a faluban, amelynek hengerszéke egészen 1975-ig működött. 1891-ben megalakult a Német-Sztamorai Takarékpénztár (Deutschstamoraer Sparkasse), 1897-ben a Németsztamorai Takarék- és Önsegélyező Egylet. Lakói 1900 körül nagyjából nyolcszáz kataszteri holdat béreltek a dentai és hatszázat a kisgáji határban, a község pedig kétszáz holdat birtokolt a moravicai határban (Kormospuszta) és 472-t a dentaiban (Sminek-Flur). Utóbbit az 1924-es romániai földreform román háborús veteránok között osztotta szét.
1920-ban maga a falu Romániához került, határából azonban ötszáz holdat a Szerb–Horvát–Szlovén Királysághoz csatoltak. 1944–45 telén a front elől elmenekült sváb lakosság helyére ötszáz román telepes és több magyar család költözött be. Ők részben a környező falvak lakói, részben besszarábiai menekültek voltak. A svábok egy része helyben maradt, más részük visszatért. Az elmenekültek nagy része jugoszláv illetve szovjet táborokba került, sokukat szerb partizánok ölték meg. A 20. század végén maradék sváb lakossága nyugatra távozott.

## Közlekedés
A települést érinti a Temesvár–Alsósztamora-Temesmóra-vasútvonal.

## Nevezetességek
- A 187. számú, emeletes épület (helyi német nevén a „Stockhohes Haus”) a Malenicza család udvarházaként 1833-ban épült.
- Római katolikus templomát 1859-ben Ávilai Szent Teréz tiszteletére szentelték fel. 1931-ben leégett, később újraépült.